# Souvenir vendéen
Le Souvenir vendéen est une association mémorielle française créée en 1932 à Cholet (Maine-et-Loire). 

## Historique
L'association, créée en 1932 par Charles Coubard, Tony Catta, Jean Yole et quelques autres, a pour objet social l'étude et la commémoration de la Vendée militaire, territoire qui a combattu dans la guerre de Vendée pendant la Révolution française.
Son siège est à Cholet. Elle dispose de correspondants cantonaux sur tout le territoire de la Vendée militaire et de cinq représentations à Paris (pour toute l'Île-de-France), à Nantes, à La Flèche, à Angers et à La Rochelle.
Son objet est notamment de poser et d'entretenir des monuments ou des plaques commémoratives sur les lieux où se sont déroulés des épisodes des guerres de Vendée. On compte près de 200 plaques et monuments répartis sur les départements composant la Vendée militaire (Maine-et-Loire, Loire-Atlantique, Vendée, Deux-Sèvres), ainsi qu'en Mayenne, en Sarthe, à Paris (cimetière de Picpus), en Meurthe-et-Moselle à Bathelémont et en Guyane. 
Son périodique trimestriel, la Revue du Souvenir vendéen, publie des articles documentés sur les guerres de Vendée.
C'est dans un article de la revue que le terme de « génocide vendéen » apparaît en 1969, sous la plume du médecin-général Adrien Carré qui fait un parallèle assumé avec les crimes nazis de la Seconde Guerre mondiale. Celui-ci introduit pour la première fois dans l'historiographie vendéenne les termes de « crimes de guerre », de « crimes contre l'humanité » et de « génocide ».
En 2017, à l'occasion de ses 85 ans, le Souvenir vendéen a organisé une cérémonie au cimetière de la Croix de Bault à Cholet, sur la tombe du fondateur de l'association, le docteur Charles Coubard. Parmi ses nombreuses réalisations on peut citer : la création de la Revue du Souvenir vendéen, le film Vendée 1793 réalisé par André Maillard, la pose de plaques commémoratives dans toute la Vendée militaire, etc. Son grand œuvre reste l'achèvement de la chapelle du mont des Alouettes aux Herbiers, bénie en 1964.

## Présidents
- Le docteur Charles Coubard, président fondateur, de 1932 à 1966[SV 2],[4].
- Jean Lauprêtre, de 1966 à 1977[SV 3].
- Jean Lagniau, de 1977 à 1991[SV 4].
- Emmanuel Catta, de 1991 à 2000[SV 5].
- Jehan de Dreuzy, de 2000 à 2012[SV 6].
- Michel Chatry, 2012-2017.
- Xavier de Moulins (1er vice-président), intérim fin 2017–début 2018.
- Olivier du Boucheron, élu le 17 février 2018[5].

Son président d'honneur est le cardinal Paul Poupard.

## Hommage
Selon Augustin Jeanneau : « Le Docteur Coubard avait commencé par exercer la médecine à Menton, où il avait établi un centre de soins climatiques. Par la suite, il aménagea le domaine du Bois Grolleau pour y guérir les malades du poumon. Il se retira de bonne heure à Clisson pour se consacrer à l'Histoire mais surtout à la revue du Souvenir Vendéen qu'il fonda en 1932 avec quelques amis et à laquelle il apporta tous ses soins. Bien modeste à ses débuts, la revue grandit d'année en année. Elle est devenue un périodique de très bon tirage et qui va, jusque dans les plus lointaines parties du monde, porter le culte du Souvenir ».

### Revue du Souvenir vendéen
1. ↑  Revue du Souvenir vendéen, 2007, p.92.
2. ↑  Revue du Souvenir vendéen, no 75, juin 1966, p. 1–6.
3. ↑  Revue du Souvenir vendéen, no 120, septembre-octobre 1977, p. 2–3.
4. ↑  Revue du Souvenir vendéen, no 177, décembre 1991, p. 5–8.
5. ↑  Revue du Souvenir vendéen, no 213, décembre 2000, p. 3–6.
6. ↑  Revue du Souvenir vendéen, no 259, juillet 2012, p. 49.

### Autres références
1. ↑  Bernard Bodinier 2001, p. 261.
2. ↑  « Saint-Florent-le-Vieil. « Vendée 1793 », une projection au Ciné-Glonne dimanche 26 janvier », sur ouest-france.fr, Ouest-France, 21 janvier 2020 (consulté le 4 août 2021).
3. ↑  « Un hommage au créateur du Souvenir vendéen », sur ouest-france.fr, Le Courrier de l'Ouest, 3 novembre 2017 (consulté le 4 août 2021).
4. ↑  Augustin Jeanneau 1974, p. 139–142.
5. ↑  Le Courrier de l'Ouest, édition des Deux-Sèvres, 18 février 2018, p. 8.
6. ↑  Augustin Jeanneau 1974, p. 142.